# Lepidodactylus paurolepis
Lepidodactylus paurolepis är en ödleart som beskrevs av  Hidetoshi Ota FISHER och INEICH 1995. Lepidodactylus paurolepis ingår i släktet Lepidodactylus och familjen geckoödlor. Inga underarter finns listade i Catalogue of Life.